# Kangra (district)
Kangra (Hindi: कांगडा़) is het grootste district in de Indiase deelstaat Himachal Pradesh. Het district heeft een oppervlakte van 5.739 km² en 1.339.030 inwoners (2001). Het districtsbestuur zetelt in Dharamsala.

## Geografie
Het district ligt in het westen van Himachal Pradesh, in de Himalaya foothills. Het district Kangra grenst in het oosten aan de districten Lahul and Spiti en Kullu; in het zuiden aan de districten Mandi, Hamirpur en Una. In het noorden vormt de Dhauladhar de grens met het district Chamba. In het westen grenst Kangra aan de deelstaat Punjab.
De rivier de Beas loopt in het zuiden door het district. Dankzij het bergachtige landschap is een groot deel van het district met tropisch of subtropisch bos begroeid.
Dharamsala is de zetel van het districtsbestuur en McLeod Ganj dat er in de buurt ligt is de zetel van de Tibetaanse regering in ballingschap. Andere belangrijke plaatsen zijn Kangra, Jwalamukhi, Dehra, Palampur en Ranital.
In het koude seizoen (december tot februari) ligt de temperatuur op gemiddelde hoogte tussen de 0 en 20 °C. Het warme seizoen duurt van april tot juni met temperaturen van 25 tot 38 °C. Daarna begint de moesson, die tot in oktober duurt.

## Bevolking
Het district heeft meer dan 1,3 miljoen inwoners. De lokale bevolking zijn de Kangri, ze spreken Kangri, een dialect van Punjabi. De meeste bewoners zijn hindoe, maar er bevindt zich een grote Tibetaanse minderheid in het district, die boeddhistisch zijn.

## Economie
De economie is gebaseerd op toerisme, landbouw en fruitteelt. Men probeert theeplantages waar Kangra-thee verbouwd wordt nieuw leven in te blazen. Tussen de steden Kangra en Dharamsala ligt het vliegveld Gaggal Airport.

## Geschiedenis
Kangra werd in 1846 door de Britten veroverd op de Sikhs, waarna het een district in de provincie Punjab van Brits-Indië werd. In die tijd was het district veel groter dan tegenwoordig, later splitsten de districten Hamirpur (1972), Kullu (1962) en Lahul and Spiti (1960) zich af. De districtszetel was eerst in Kangra, maar werd later naar Dharamsala verplaatst. In 1966 ging het district over van de provincie Punjab naar Himachal Pradesh.